# ريتش جونز (كرة سلة)
ريتش جونز (بالإنجليزية: Rich Jones)‏ مواليد 27 ديسمبر 1946 في ممفيس، هو لاعب كرة سلة أمريكي سابق. بدأ مسيرته الاحترافية في سنة 1969. تم اختياره من قبل فريق فينيكس صنز خلال الدرافت. حمل الرقم 33. يبلغ طوله 6 قدم 6 بوصة (2.0 م). اعتزل اللعب في 1977. أحرز خلال مسيرته في الإن بي إيه 7922 نقطة بمعدل 15.6 نقطة في المباراة الواحدة.

## المسيرة الاحترافية
لعب مع بالاكانسترو فاريزي في الدوري الإيطالي في موسم 1969–70، ثم لعب مع سان أنطونيو سبرز من سنة 1973 إلى 1975، ثم لعب مع بروكلين نتس في سنة 1977.

## روابط خارجية
- ريتش جونز على موقع إن بي أي (الإنجليزية)
- ريتش جونز على موقع سبورتس رفرنس (الإنجليزية)
- ريتش جونز على موقع كلية كرة السلة في سبورتس رفرنس.كوم (الإنجليزية)
- ريتش جونز على موقع ريلجم (الإنجليزية)
- ريتش جونز على موقع بروبوليرز (الإنجليزية)